# Wahlenau

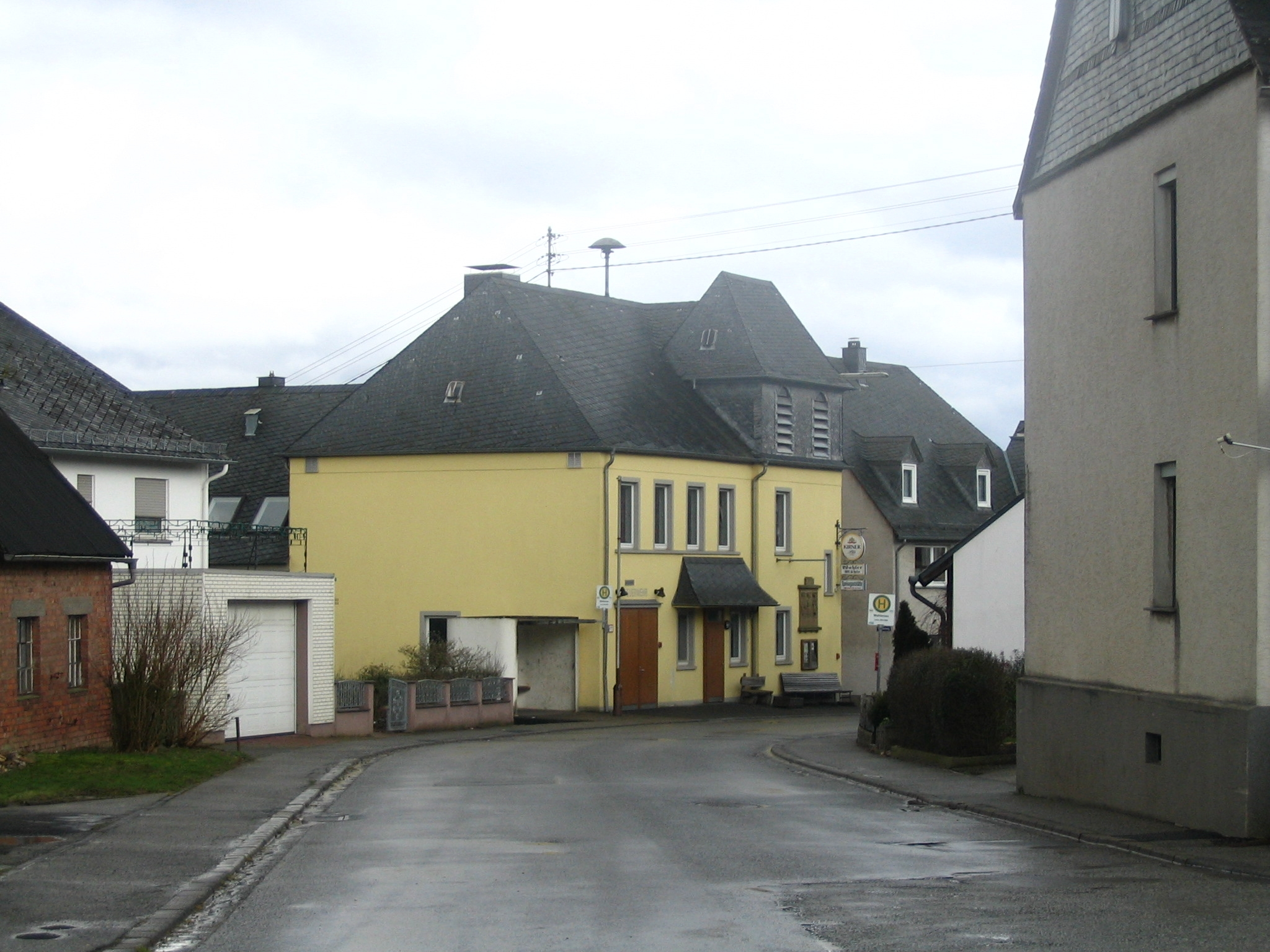
Gemeindehaus im Dorfzentrum

Wahlenau ist eine Ortsgemeinde im Rhein-Hunsrück-Kreis in Rheinland-Pfalz. Sie gehört der Verbandsgemeinde Kirchberg (Hunsrück) an.

## Geographie
Die im Hunsrück gelegene Gemarkung umfasst 4,46 km², davon 1,78 km² Wald.

## Geschichte
Eine eisenzeitliche Grabhügelgruppe ist im Gemeindewald nachgewiesen. Funde aus der Latènezeit befinden sich im Rheinischen Landesmuseum Bonn. Römische Scherben fanden sich an der Ausoniusstraße, die die südliche Gemarkungsgrenze bildet.
Nach einer Urkunde des Königs Albrecht vom 27. Oktober 1301 besaß Graf Johann II. von Sponheim-Kreuznach das Sohrener Reichslehen, zu dem auch Wahlenau gehörte.
Mit der Besetzung des linken Rheinufers 1794 durch französische Revolutionstruppen wurde der Ort Teil von Frankreich. 1815 wurde er auf dem Wiener Kongress dem Königreich Preußen zugeordnet. Nach dem Ersten Weltkrieg war der Ort zeitweise französisch besetzt.
Seit 1946 ist der Ort Teil des Landes Rheinland-Pfalz. 1961 wurde die evangelische Kirche errichtet.

## Politik

### Ortsbürgermeister
Bei der Wahl am 9. Juni 2024 wurde Rosemarie Bongard-Schroeder zur neuen Ortsbürgermeisterin gewählt.
Ortsbürgermeisterin von Wahlenau war zuvor die Historikerin Barbara Müller. Bei der Kommunalwahl am 26. Mai 2019 setzte sie sich mit einem Stimmenanteil von 65,71 % gegen den bisherigen Amtsinhaber Rolf Müller durch.

### Wappen
| Wappen von Wahlenau | Blasonierung: „Gespalten durch ein eingeschweifte, erniedrigte von Blau und Gold geschachte Spitze, rechts in Grün zwei verschlungene silberne Ringe, pfahlweise, links in Gold ein rotbewehrter und -gezungter schwarzer Adler.“ |
| Wappen von Wahlenau | Wappenbegründung: Die Gemeinde führt seit dem Jahr 2000 ein Wappen: Die eingeschweifte, erniedrigte blaugolden geschachte Spitze weist auf die Grafen von Sponheim, vordere Linie, hin, die ab 1301 die Landesherren waren. Der schwarze Adler verweist auf die Zeit, als Wahlenau Reichsgut war. Die beiden Ringe nehmen Bezug auf die vorgeschichtlichen Armringe, die man in einem Hügel im Walddistrikt Zappenheck geborgen hat. |

## Wirtschaft und Infrastruktur
Wahlenau wird geprägt durch Landwirtschaft und Handwerk.
Der Haltepunkt Wahlenau lag an der mittlerweile stillgelegten Hunsrückquerbahn Langenlonsheim–Hermeskeil.

### Windenergie
Östlich der Gemeinde stehen seit 1996 zwei Windkraftanlagen des Herstellers Vestas.